# Kroktjärnen (Stensele socken, Lappland, 723742-153529)
Kroktjärnen är en sjö i Storumans kommun i Lappland och ingår i Umeälvens huvudavrinningsområde. Sjön har en area på 0,0756 kvadratkilometer och ligger 425,1 meter över havet.

## Delavrinningsområde
Kroktjärnen ingår i det delavrinningsområde (723550-153469) som SMHI kallar för Nedlagd mätstation. Medelhöjden är 428 meter över havet och ytan är 18,76 kvadratkilometer. Räknas de 13 avrinningsområdena uppströms in blir den ackumulerade arean 261,06 kvadratkilometer. Långvattsbäcken (Ullisbäcken) som avvattnar avrinningsområdet har biflödesordning 2, vilket innebär att vattnet flödar genom totalt 2 vattendrag innan det når havet efter 297 kilometer. Avrinningsområdet består mestadels av skog (90 procent). Avrinningsområdet har 0,85 kvadratkilometer vattenytor vilket ger det en sjöprocent på 4,5 procent.